# Detective Comics
Detective Comics è una serie a fumetti pubblicata dalla DC Comics dal marzo 1937. Nel n. 27 esordì il personaggio di Batman che ne divenne il protagonista. La testata è, insieme ad Action Comics, una delle più longeve del genere supereroistico statunitense, arrivando nel 2011 a superare i novecento albi pubblicati. Il primo numero della serie ha raggiunto quotazioni superiori ai 400.000 dollari mentre una copia del n. 27, albo di esordio di Batman, ha raggiunto quotazioni di quasi 1,4 milioni di dollari risultando la seconda più alta mai raggiunta per un fumetto. L'editore inizialmente si chiamava National Comics ma per il successo della testata venne deciso di modificarne il nome, facendo riferimento alle iniziali della rivista, in DC Comics.

## Storia editoriale
Originariamente concepita come un antologico, era specializzata in storie di genere hard boiled. Tra i personaggi che comparvero sul primo numero della rivista si ricordano Ching Lung, Slam Bradley, un detective creato da Jerry Siegel e Joe Shuster, Speed Saunders. All'interno di questa collana, sul n. 27 del maggio 1939, nella storia intitolata Il caso del sindacato chimico, fece la sua prima comparsa il personaggio di Batman (the Bat-Man in origine), che divenne ben presto il protagonista della testata. Su quello stesso albo faceva anche la sua prima comparsa il commissario Gordon, strenuo difensore della legge a New York. Nell'aprile del 1940, sul n. 38, fece il suo esordio Robin, spalla di Batman nonché modello per molti dei successivi assistenti adolescenti dei fumetti in quanto, dopo di lui, ci fu una vera e propria moda che diede origine ad altre spalle giovani del personaggio principale come lo Speedy di Freccia Verde e al Kid Flash di Flash o, alla Marvel, il Bucky di Capitan America.
Sul n. 33 del settembre 1939 vengono narrate le origini del personaggio mentre sul n. 31 del settembre 1939, fanno la prima comparsa il batplano, il batarang e la prima fidanzata di Bruce Wayne, Julie Madison. Hugo Strange farà la sua comparsa sul n. 36 del febbraio 1940, Faccia d'Argilla sul n. 40 del giugno 1940, Gotham City sul n. 48 del febbraio 1941, Pinguino sul n. 58 del dicembre 1941, Due Facce sul n. 66 dell'agosto 1942, l'Enigmista sul n. 140 dell'ottobre 1948, Firefly sul n. 184 del giugno 1952, sul n. 168 del maggio 1950 vennero rivelate le origini del Joker, apparso per la prima volta sul primo numero della testata dedicata a Batman, Batwoman, alias Kathy Kane, esordisce sul n. 233 del luglio 1956 e sua nipote Betty, la prima Batgirl, la seconda, Barbara Gordon, avrebbe invece esordito nel gennaio 1967. In appendice alla rivista venivano spesso presentate storie di altri personaggi anche per ridurre al minimo le spese postali e rendere conveniente l'abbonamento alla rivista, in generale gli editori di fumetti optarono per pubblicazioni con personaggi differenti. Tra i personaggi protagonisti di queste appendici, si segnala J'onn J'onzz, il segugio di Marte, il cui esordio avviene sul n. 225 della testata.
Sul n. 256 del settembre 1956, venne pubblicata la storia The first Batman, in cui vengono rilette le origini di Batman rinarrando l'omicidio dei Wayne supponendo che non sia avvenuto a causa di una rapina ma commissionato dal boss mafioso Lew Moxon per vendicarsi della testimonianza di Thomas Wayne che lo aveva costretto ad anni di prigione; inoltre Martha Wayne non era morta per i colpi della pistola di Chill, ma per un attacco di cuore causato dalla vista del marito morente; infine la scelta del costume di Batman non venne per l'arrivo nella biblioteca della villa dei Wayne di un pipistrello ma perché Bruce rimase colpito da un vecchio costume del padre. Successivamente questa versione delle origini venne cancellata da Crisi sulle Terre infinite e dalla susseguente Anno Uno. Questa storia resta significativa del lungo periodo nel quale la testata si trovò, anche a causa di scarse vendite e della crociata dello psicologo Frederic Wertham, in un periodo di scarso rinnovamento narrativo e solo l'arrivo di Neil Adams ai disegni riuscì a risollevare la testata che, sul n. 400 del giugno 1970, su testi di Frank Robbins, vide l'esordio di Man-Bat, uno dei più tragici avversari di Batman. Successivamente Detective Comics fu anche la testata di una nuova rivoluzione, operata stavolta da Steve Englehart e Marshall Rogers, che riportarono in auge uno dei primi avversari di Batman, Hugo Strange.
Tra il 1978 ed il 1980 venne, poi, aumentata la foliazione dell'albo per poter presentare il materiale originariamente programmato sulla testata Batman Family, chiusa dalla DC a causa di una grave crisi finanziaria: i protagonisti, anche della succitata serie, erano Robin, the Teen Wonder (lett. "Robin il ragazzo meraviglia"), Batgirl, Human Target e una serie antologica chiamata Tales of Gotham City in cui venivano presentate le avventure degli abitanti di Gotham.
La testata è stata interrotta nel 2011 con il n. 881 per ripartire dal primo numero con una nuova serie all'interno dell'iniziativa editoriale The New 52 che ha azzerato e rilanciato tutte le testate della DC Comics; la seconda serie si è conclusa dopo 52 albi nel luglio 2016 quando è stata ripresa la prima serie ripartendo dal n. 934.
In Italia le avventure pubblicate su questa rivista sono state edite su diverse collane a partire dagli anni sessanta fino ad oggi.